# Franjo Hocenski
Franjo Hocenski (zvan Hoc s dugosilaznim naglaskom; 1945. – Osijek, 11. siječnja 2005.), političar i srednjoškolski profesor matematike i fizike. Radio 36 godina u nekadašnjem EMŠC-u i Trgovačkoj školi, u kojoj je bio voditelj i pomoćnik ravnatelja.
Bio je jedan od utemeljitelja Slavonsko-baranjske hrvatske stranke (SBHS) i vijećnik Skupštine Osječko-baranjske županije u sazivu 1993. godine te prvi predsjednik Vijeća osječke Gradske četvrti Gornji grad. Godine 2001. napustio je SBHS i neuspješno se okušao na lokalnim izborima kao nezavisni kandidat za gradonačelnika Osijeka. Kasnije je osnovao Udrugu građana Nezavisni Slavonije i Baranje, koja okuplja brojne srednjoškolske profesore. Bit će upamćen po inicijativi da se sjedište Đakovačko-srijemske biskupije iz Đakova preseli u Osijek ili da se bar u Osijeku utemelji ured pomoćnog biskupa.
Izvor: Željka Rački: "Idealist i zagovornik središta biskupije u Osijeku", "Osječki dom", VI, 643, 1 - Osijek, 13-14. I. 2005.